# ベアナックル・ボクシング
ベアナックル・ボクシング（bare-knuckle boxing）とは、拳にグローブなどを装着せずに素手で対戦する格闘技である。イギリス発祥とされ、ボクシングの原型となった。ストリートファイトとは異なり、ダウンした相手への攻撃を禁止するなどのルールがあり、18 - 19世紀ごろのルールの大部分はロンドン・プライズ・リング・ルールによって規定されていた。
21世紀に復活させる動きが現れ、アメリカでは「ベア・ナックル・ファイティング・チャンピオンシップ」、イギリスでは「ベア・ナックル・ボクシング」(Bare Knuckle Boxing, BKB™)の2団体が設立された。プライズファイティング（Prizefighting）、フィストカフス（Fisticuffs）などとも呼ばれる。

## 歴史
ボクシングの歴史を記した『ピューギリスティカ（Pugilistica）』によると、イングランドにおけるもっとも古いプライズファイティングの記録は1681年である。『プロテスタント・マーキュリー(Protestant Mercury)』では以下のように叙述されている。 
「昨日、アルベマール公閣下の御前で、公爵の従僕と肉屋との間でボクシングの試合が催された。後者はこれまで何度も優勝しており、小柄ながら英国一の腕前とされている」

"Yesterday a match of boxing was performed before his Grace the Duke of Albemarle, between the Duke's footman and a butcher. The latter won the prize, as he hath done many before, being accounted, though but a little man, the best at that exercise in England." 
イングランド初のベアナックルのチャンピオンとなったのはジェームズ・フィグという人物で、彼は1719年にタイトルを獲得して1730年に引退するまでタイトルを保持し続けたという。1719年に彼は「ピューギリスティック・ファウンデーション（pugilistic foundation, 拳闘協会）」を設立し、自らを「崇高なるディフェンス技術の専門家（a professional in the Noble Science of Defense）」として拳・剣・六尺棒の用法をボクサーたちに教えた。その後、彼の教え子であるジャック・ブロートンによってロンドン・プライズ・リング・ルールが整えられることになった。この時代の著名なチャンピオンとしてはジャック・ブロートン(en:Jack Broughton)、エリザベス・ウィルキンソン、ダニエル・メンドーサ(en:Daniel Mendoza)、ジェム・ベルチャー(en:Jem Belcher)、ヘン・ピアース(en:Hen Pearce)、ジョン・ガリー(en:John Gully)、トム・クリッブ(en:Tom Cribb) 、トム・スプリング(en:Tom Spring)、ジェム・ワード(en:Jem Ward)、ジェームズ・バーク(en:James Burke)、ウィリアム・”ベンディゴ”・トンプソン(en:William "Bendigo" Thompson)、ベン・カウント(en:Ben Caunt)、ウィリアム・ペリー(en:William Perry)、トム・セイヤーズ(en:Tom Sayers)、ジェム・メイス(en:Jem Mace)等がいる  。
ベアナックルによる試合の最長記録は、1855年12月3日、オーストラリアのヴィクトリア州ファイアリー・クリーク（en:Fiery Creek (Victoria)）の近くで行われたジェームズ・ケリーとジョナサン・スミスとの間で行われた試合である。17ラウンドの末にスミスが降参した時点で6時間15分が経過していたという 。
ベアナックルファイターのジェム・メイスは、史上最長のプロのキャリアを持つ選手として記録されている。 彼は60代に至るまで35年以上にわたって闘い続けたという。1909年に最後のエキシビジョンを行った時、彼は78歳であったと記録されている。
米国においては、2018年3月20日にワイオミング州が初めて合法化するまで、プロのベアナックルボクシングは連邦法においても州法においても違法とされていた。それ以前には、タブロイド紙の『ナショナル・ポリス・ガゼット（en:National Police Gazette）』が、非合法ながら1880年代を通して試合を組んでチャンピオンベルトを発効しており、アメリカにおけるベアナックル・ボクシングの主要な認定組織であった。
1889年7月8日に行われた最後のメジャーなベアナックルヘビー級世界選手権と見なされるジョン・L・サリバンがジェイク・キルレイン（en:Jake Kilrain）を破った試合も、『ナショナル・ポリス・ガゼット』が認定したものであった 。それ以降もベアナックルのチャンピオン戦と認定されたと主張する試合は開かれており、2011年8月5日にはアリゾナ州ヤヴァパイ族保留地のフォート・マクダウェル・カジノ（Fort McDowell Casino）にてニューキャッスルのリッチ・スチュワート（Rich Stewart）とボビー・ガン（en:Bobby Gunn）との試合が行われガンが勝利している。他の著名なチャンピオンとしてはトム・ハイアー（en:Tom Hyer）、ヤンキー・サリバン（en:Yankee Sullivan）、ノンパレル・デンプシー、トム・シャーキー（en:Tom Sharkey）、ボブ・フィッシモンズ、ジョン・モリッシー（en:John Morrissey）等がいる。
BKFCやBKBなどの現代のベアナックル・プロモーションが出現したことにより、多くのベアナックル・ボクシングの公認のチャンピオンが戴冠するようになった。元総合格闘家のジョーイ・ベルトラン（en:Joey Beltran）も、BKFCヘビー級チャンピオンとナショナル・ポリス・ガゼット全米ヘビー級チャンピオンを獲得している 。また、こうした組織が生まれる前にもイタリアン・ベア・ナックル・ファイト（Italian Bare Knuckle Fight）というMMAに似たルールのベアナックル・ボクシングもあり、クリストファー・ダデサ（Christopher D'addesa、通称・クリスマン"Krisman"）というベアナックルで31勝1敗（その1敗も試合開始前のタップアウト）の戦績を持つイタリアのストリートファイターによってインターネットを通じて輸入されていた。
現在は世界ベアナックル・ボクシング協会（the World Bareknuckle Boxing Association）が管理、主催して開催されている。

## 技術
初期の頃は明文化されたルールは存在しておらず、体重による階級分けやラウンド制限、レフェリーなどもないという非常に混沌とした競技であった。ボクシングに関する最初期の著作としては、1713年にノッティンガムで出版された、『Progymnasmata: The inn-play, or Cornish-hugg wrestler』という1ページだけのレスリングとフェンシングに関するマニュアルがある。これはバニー（en:Bunny, Nottinghamshire）出身のレスラーであるトーマス・パーキンス卿（Sir Thomas Parkyns）が自身の技術を書き記したもので、パンチだけではなく頭突き・目潰し・首絞め・投げといった現在のボクシングでは認められていない技に関しても説明されていた。試合にはラウンド制限はなく、試合続行の意思を示せなくなったら負けであった。また、それ以前に観客の暴動や警察の介入、あるいは両選手が引き分けを受け入れるなどの形で試合が終わることもあった。試合は膨大なラウンド数になる可能性もあったが、実際には30秒の休憩時間を利用するために大したことのない打撃でダウンするふりをする選手のためにラウンドはより短くなりがちであった。
ブロートンの時代にルールが整備され近代ボクシングへと近づいたが、まだ現在のボクシングにおいては反則とされるいくつかの技は残っていた。とはいえ、この間に整備された革新的な新技術もあった。例えば、グラップリングもこの時代は許されており、腰投げとスープレックスの使用も認められていたが、一方で腰よりも下を掴むことは反則となった 。 チャンスリー（chancery）として知られる首を極めるクリンチも合法であり使用されていた。フィビング（fibbing）という相手の首や髪を掴んで何度も殴る技も許されていた。実際のところ、伝統的なベアナックル・ボクシングの構えはパンチのブロックと同様にグラップリングの使用も想定したものになっていた。キックもまた同様に当時のボクシングでは許されており、ウィリアム・“ベンディゴ”・トンプソンはベン・カウントとの闘いの中でキックの名手とされていたし、ランカシャー・ナヴィゲーターはトム・クリッブとの試合でパーリング・キック（purring kicks、襟首をつかんでの脛蹴り）を使用している。
この古典的ボクシングの時代に、多くの主要なボクシング技術は開発された。サミュエル・エリアス（en:Samuel Elias ）は、後にアッパーカットとして知られるようになるパンチを編み出した。トム・スプリングは、左フックの使用を広め、相手の手の届く距離を取り無意識的にパンチを避けながら同時にパンチを喰らわせる「ハーレクイン・ステップ（Harlequin Step）」と呼ばれるテクニックを生み出し、ボクシングのフェイントを編み出した。ダニエル・メンドーサは、アウトボクサー・スタイルの考案者となった 。

### アイリッシュ・スタンド・ダウン
「アイリッシュ・スタンド・ダウン（Irish stand down）」は、伝統的なベアナックル・ファイティングの一種であり、リングを動き回る要素を廃し、パンチとそれを受ける要素のみに絞ったルールである。この形式は19世紀後半に米国のアイルランド系地区で人気があった。しかし、ベアナックル・ボクシングや普通のボクシングに次第に取って代わられた。別名としてストラップ・ファイティング（strap fighting）やトー・トゥ・トー（toe to toe）とも呼ばれている。

## 現代のベアナックル・ボクシング
形式を現代的に整えたベアナックル・ボクシングが、小規模ながら世界中に存在している。英国にはベア・ナックル・ボクシング（Bare Knuckle Boxing、BKB™）というプロモーションが、米国には世界最大のプロモーションであるベア・ナックル・ファイティング・チャンピオンシップ （Bare Knuckle Fighting Championship、BKFC）がそれぞれ存在している。
現代の試合は、グローブ式のボクシングルールからいくつかの変更が加えられている。例えば、ノックダウンのカウントは18秒であり、各試合は3x2ラウンド（タイトル戦は5x2あるいは7x2ラウンド）で構成されることになっている。

## 現在のタイトルホルダー

### ベア・ナックル・ボクシング（BKB™,英）
| 階級                 | タイトルホルダー                         |
| 世界                 | 世界                                     |
| -------------------- | ---------------------------------------- |
| ヘビー級             | 空位                                     |
| クルーザー級         | 空位                                     |
| ライトヘビー級       | 空位                                     |
| スーパーミドル級     | 空位                                     |
| ミドル級             | ロブ・ボードマン（Rob Boardman）         |
| スーパーウェルター級 | 空位                                     |
| ウェルター級         | 空位                                     |
| ライト級             | ジミー・スウィーニー（Jimmy Sweeney）    |
| フェザー級           | リカルド・フランコ（Ricardo Franco）     |
| バンタム級           | 空位                                     |
| フライ級             | タイラー・グッドジョン（Tyler Goodjohn） |
| 英国                 |                                          |
| ヘビー級             | マーク・ゴッドビール（Mark Godbeer）     |
| クルーザー級         | 空位                                     |
| ライトヘビー級       | 空位                                     |
| スーパーミドル級     | アンソニー・ホームズ（Anthony Holmes）   |
| ミドル級             | ダニエル・ラーウェル（Daniel Lerwell）   |
| スーパーウェルター級 | 空位                                     |
| ウェルター級         | 空位                                     |
| ライト級             | クリス・トレザイス（Kris Trezise）       |
| フェザー級           | バリー・ジョーンズ（Barrie Jones）       |
| バンタム級           | 空位                                     |
| フライ級             | 空位                                     |

### ベア・ナックル・ファイティング・チャンピオンシップ（BKFC，米）[21]
| 階級               | タイトルホルダー                              |
| BKFC               | BKFC                                          |
| ------------------ | --------------------------------------------- |
| ヘビー級           | ジョーイ・ベルトラン（en:Joey Beltran）       |
| ライト級           | ジョニー・ベッドフォード（en:Johnny Bedford） |
| ポリス・ガゼット   |                                               |
| 世界ヘビー級       | ボビー・ガン（en:Bobby Gunn）                 |
| 米国ヘビー級       | チェイス・シャーマン （en:Chase Sherman）     |
| 米国ライト級       | ジョニー・ベッドフォード（en:Johnny Bedford） |
| 世界女子フェザー級 | ベック・ローリングス                          |
| 米国女子フェザー級 | ヘレン・ペラルタ（Helen Peralta）             |

## 英国の歴代ヘビー級チャンピオンのリスト
- ジェームズ・フィグ 1719-1730
- トム・パイプス(Tom Pipes) 1730-1734
- ジョージ・テイラー(George Taylor) 1734-1736
- ジャック・ブロートン(en:Jack Broughton) 1736-1750
- ジャック・スラック(Jack Slack) 1750-1760
- ウィリアム・スティーブンス(William Stevens) 1760-1761
- ジョージ・メグス(George Meggs) 1761-1762
- トム・ジュショー(Tom Juchau) 1765-1766
- ウィリアム・ダーツ(William Darts) 1766-1769
- トム・ライオンズ(Tom Lyons) 1769
- ウィラム・ダーツ(Willam Darts) 1769-1771
- ピーター・コーコラン(Peter Corcoran) 1771-1776
- ハリー・セラーズ(Harry Sellers) 1776-1779
- ダガン・ファーンズ(Duggan Fearns) 1779
- トム・ジョンソン(Tom Johnson) 1787-1791
- ベンジャミン・ブレイン(en:Benjamin Brain) 1791-1794
- ダニエルメンドーサ(en:Daniel Mendoza) 1794-1795
- ジョン・ジャクソン(John Jackson) 1795-1796
- トーマス・オーウェン(Thomas Owen) 1796-1797
- ジャック・バーソロミュー(Jack Bartholomew) 1797-1800
- ジェム・ベルチャー(en:Jem Belcher) 1800-1805
- ヘン・ピアース(en:Hen Pearce) 1805年から1807年
- ジョン・ガリー(en:John Gully) 1807-1808
- トム・クリブ(en:Tom Cribb) 1808-1822
- トム・スプリング(en:Tom Spring) 1823-1824
- トム・カノン(Tom Cannon) 1824-1825
- ジェム・ワード(en:Jem Ward) 1825-1827
- ピーター・クローリー(Peter Crawley) 1827
- ジェム・ワード(en:Jem Ward) 1827-1832
- ジェームズ・バーク(James Burke) 1833-1839
- ウィリアム・トンプソン(William Thompson) 1839-1840
- ベン・カウント(en:Ben Caunt) 1840-1841
- ニック・ワード(Nick Ward) 1841
- ベン・カウント(en:Ben Caunt) 1841-1845
- ウィリアム・トンプソン(William Thompson) 1845-1850
- ウィリアム・ペリー(William Perry) 1850-1851
- ハリー・ブルーム(en:Harry Broome) 1851-1856
- トムパドック(en:Tom Paddock) 1856-1858
- トム・セイヤーズ(en:Tom Sayers) 1858-1860
- サム・ハースト(en:Sam Hurst) 1860-1861
- ジェム・メイス(en:Jem Mace) 1861-1862
- トム・キング(Tom King) 1862-1863
- ジョー・ワーマルド(en:Joe Wormald) 1865
- ジェム・メイス(en:Jem Mace) 1866-1871

## 米国の歴代ヘビー級チャンピオンのリスト
- トム・モリノー(en:Tom Molineaux) 1810-1815
- トム・ハイアー(en:Tom Hyer) 1841-1851
- ジョン・モリッシー(en:John Morrissey) 1853-1859
- ジョン・キャメル・ヒーナン(en:Hohn Camel Heenan) 1860-1863
- ジョー・コバーン(en:Joe Coburn) 1863-1865
- ジミー・エリオット(en:Jimmy Elliott) 1865-1870
- マイク・マッコール(en:Mike McCoole) 1870
- トム・アレン(Tom Allen) 1870
- ジェム・メイス 1870-1871 (en:Jem Mace)
- トム・アレン(Tom Allen) 1873-1876
- ジョー・ゴス(en:Joe Goss) 1876-1880
- パディ・ライアン(en:Paddy Ryan) 1880-1882
- ジョン・L・サリバン 1882-1889